# کاناگاوا-جوکو

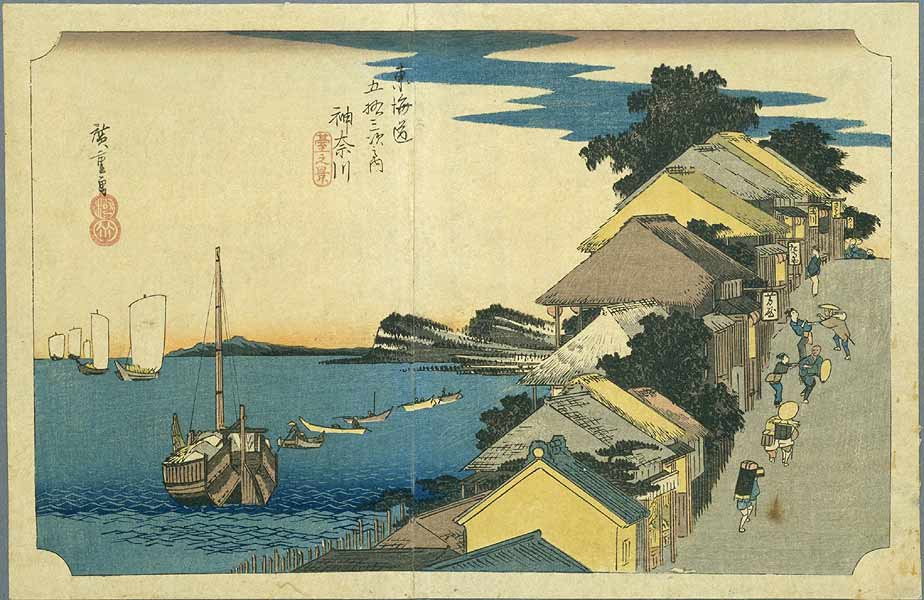
کاناگاوا-جوکو در دهه ۱۸۳۰، که توسط هیروشیگه در پنجاه و سه ایستگاه توکایدو به تصویر کشیده شده‌است.

کاناگاوا-جوکو (به ژاپنی: 神奈川宿, Kanagawa-juku) سومین ایستگاه از  پنجاه و سه ایستگاه جاده توکایدو در توکایدو (جاده) بود که در کاناگاوا-کو، یوکوهاما در یوکوهاما در استان کاناگاوا قرار داشت.